# Ноеполи
Ноѐполи (на италиански: Noepoli, до 1863 г. Noja, Ноя) е село и община в Южна Италия, провинция Потенца, регион Базиликата. Разположено е на 676 m надморска височина. Населението на общината е 941 души (към 2012 г.).